# 마르티니크
마르티니크(프랑스어: Martinique, 앤틸리스 크레올: Matnik 아니면 Matinik)는 카리브해에 있는 프랑스의 해외 레지옹이며 동시에 데파르트망이기도 하다.

마르티니크의 레지옹기

## 역사
1502년 크리스토퍼 콜럼버스가 유럽인으로는 처음으로 마르티니크를 발견하였다. 마르티니크라는 이름은 이 섬에 거주하던 원주민들이 "꽃의 섬"이라는 뜻을 가진 '마디니아'(Madiana)에서 유래된 이름이다. 1635년에는 프랑스의 지배를 받고 있던 세인트키츠섬에 거주하고 있던 프랑스인들이 마르티니크에 상륙하면서 마르티니크는 프랑스의 지배를 받게 된다. 1658년에는 마르티니크의 원주민들이 프랑스의 지배에 저항하는 봉기를 일으켰지만 진압되었고 원주민들은 학살당했다.
마르티니크는 아프리카에서 연행된 흑인 노예들에 의해 사탕수수 농업을 통해 발전했고 생도맹그(현재의 아이티), 과들루프와 함께 프랑스의 대서양 삼각 무역의 거점으로 여겨지게 된다. 이를 계기로 마르티니크에서는 피부색에 의해 모든 서열이 결정되는 계층 사회가 형성되었다. 17세기부터 18세기 사이에 마르티니크에서는 프랑스와 영국 간의 쟁탈전이 벌어졌는데 특히 7년 전쟁, 미국 독립 전쟁에서는 프랑스와 영국 해군이 마르티니크에서 치열한 전투를 벌였다.
마르티니크는 나폴레옹 보나파르트 황제의 아내인 조제핀 드 보아르네 황후의 고향이기도 하다. 프랑스 혁명이 진행 중이던 1793년에는 마르티니크에서 노예 제도가 폐지되었지만 1804년에 아이티가 프랑스와의 전쟁에서 승리한 아이티 혁명을 통해 독립하면서 나폴레옹은 마르티니크에서 노예 제도를 부활하기로 결정한다. 1815년에는 마르티니크가 프랑스의 영토로 확정되었고 1848년에는 마르티니크에서 노예 제도가 폐지되었다.
1902년에는 펠레 화산이 폭발하면서 막대한 인명 피해가 일어났고 1946년에는 프랑스의 해외 레지옹이 된다. 2009년에는 과들루프와 함께 소요 사태가 일어났다.

## 지리
카리브해와 접한 마르티니크는 바다를 사이에 두고 북쪽으로는 도미니카 연방, 남쪽으로는 세인트루시아와 접한다. 마르티니크 북동부는 무역풍의 영향으로 인해 강수량이 많고 하천도 많은 편이지만 남서부는 매우 건조한 편이다. 평균 기온은 26 °C이며, 연교차는 적은 편이다. 북쪽에는 펠레 화산(1,397m)이 있으며, 그 기슭은 농목지로 활용된다.

## 정치, 경제
마르티니크는 프랑스의 해외 레지옹으로서 프랑스 하원에서는 4석, 프랑스 상원에서는 2석을 선출한다. 또한 유럽 연합 회원국의 특수 지역으로 분류되기 때문에 유로가 통용된다.
사탕수수·바나나·곡류·파인애플·카카오·커피 등의 농산물 재배와 소·돼지 등의 축산업, 제당·럼주(酒)·과일 통조림 등의 가공업이 활발하다. 특히 설탕과 바나나가 주산물로 수출의 80∼90%를 차지한다. 그러나 주식인 쌀과 옥수수는 수입에 의존한다. 포르드프랑스는 천연의 양항이며, 수출입을 담당한다.

## 인구

| 24,000                                                  | 74,000        | 120,400       | 152,925       | 157,805       | 162,861       | 167,119       | 175,863       | 189,599       | 203,781       |
| 1954 인구조사                                           | 1961 인구조사 | 1967 인구조사 | 1974 인구조사 | 1982 인구조사 | 1990 인구조사 | 1999 인구조사 | 2006 인구조사 | 2011 인구조사 | 2013 인구조사 |
| 239,130                                                 | 292,062       | 320,030       | 324,832       | 328,566       | 359,572       | 381,325       | 397,732       | 392,291       | 385,551       |
| Official figures from past censuses and INSEE estimates |               |               |               |               |               |               |               |               |               |

## 같이 보기
- 집으로 가는 길